# Nasreddine Akli
Pour les articles homonymes, voir Akli (homonymie).
Nasreddine Akli, né le 10 mai 1953 à Mouzaia, Wilaya de Blida en Algérie, est un footballeur international algérien qui évoluait au poste de milieu de terrain.

## Biographie
En sélection nationale, Akli est passé par toutes les catégories. Sélectionné à 16 reprises en équipe A, il détient encore le record du meilleur buteur en un seul match avec six buts inscrits contre le Yémen, le 17 août 1973 à Benghazi en Libye, lors d’un tournoi panarabe, il inscrit un sextuplé face à l'équipe du Yémen du Sud. L'Algérie s'impose sur le très large score de 15-1.
Mais son meilleur souvenir sous les couleurs nationales reste la rencontre contre les champions du monde brésiliens en 1973. « Jouer contre les stars brésiliennes de l’époque, c’est des moments historiques pour tout footballeur » a t-il dit[réf. nécessaire]. En trente ans de carrière en tant qu’entraîneur, Akli a dirigé plusieurs clubs entre autres : l’USM Blida, WA Boufarik, Hadjout, Kolea, Paradou AC, JSM Cheraga, Sour El Ghozlane et Khemis Meliana.